# Баймерштеттен
Баймерштеттен (нем. Beimerstetten) — община в Германии, в земле Баден-Вюртемберг. 
Подчиняется административному округу Тюбинген. Входит в состав района Альб-Дунай.  Население составляет 2526 человек (на 31 декабря 2010 года). Занимает площадь 14,33 км².